# Charles Beslay
Pour les articles homonymes, voir Beslay.
Charles Victor Beslay, dit Charles Beslay, né le 5 juillet 1795 à Dinan (Côtes-du-Nord, actuellement Côtes-d'Armor) et mort le 30 mars 1878 Neuchâtel (Suisse), est un ingénieur, homme politique et membre de la Commune de Paris dont il est le doyen d'âge.

## Biographie
Fils de Charles Bernardin Beslay, il devient ingénieur après des études secondaires commencées à Dinan, et achevées à Paris au lycée Napoléon. En 1813, il retourne à Dinan et travaille dans l'entreprise paternelle. Il est reçu franc-maçon en 1815. Dans les années 1820, il participe à la Charbonnerie. Il participe, sous la Restauration, à la création d'une partie du Canal de Nantes à Brest et prend même la tête des bagnards et insoumis condamnés aux travaux forcés qui se révoltent contre leurs conditions de travail à Glomel en 1830. Il est élu conseiller général du Morbihan en 1830 et député de la circonscription de Pontivy le 5 juillet 1831 et est réélu le 21 juin 1834. À Paris, il fonde une usine de machine à vapeur dans le quartier Popincourt. Il essaie d'appliquer les idées de son ami Proudhon sur l'association du capital et du travail. Il associe notamment ses ouvriers aux bénéfices de son entreprise en 1848.
Après la Révolution de 1848, le gouvernement provisoire le nomme Commissaire de la République dans le Morbihan. Il est élu à l'Assemblée constituante, où il se montre partisan de la répression contre les insurgés de juin 1848. Il ne siège pas à l'Assemblée législative. Sous le Second Empire, il se ruine en créant une banque d'échange et d'escompte selon les idées proudhoniennes, qui ne fonctionnera que six mois. En 1852, il obtient la concession de deux lignes de chemin de fer suisse: l'Ouest-Suisse et la Franco-Suisse. Il adhère en 1866, à l'Association internationale des travailleurs.
Durant le siège de Paris par les Allemands (septembre 1870 - mars 1871), il est délégué au Comité central républicain des Vingt arrondissements au titre du VIe arrondissement. Le 26 mars, il est élu au Conseil de la Commune par le VIe arrondissement. Le 29 mars, il est membre de la Commission des Finances et devient le délégué de la Commune auprès de la Banque de France.
Il choisit de protéger la Banque de France et les fonds qu'elle abrite. Beslay, exilé en Suisse, l'assume en 1873 dans Le Figaro : « Je suis allé à la Banque avec l'intention de la mettre à l'abri de toute violence du parti exagéré de la Commune et j'ai la conviction d'avoir conservé à mon pays l'établissement qui constituait notre dernière ressource financière »,.
Fin mai 1871, grâce à un laissez-passer du gouvernement d'Adolphe Thiers, il peut se réfugier en Suisse après l'échec de la Commune. En décembre 1872, le conseil de guerre rend un non-lieu à son encontre.
Il est inhumé au cimetière du Père-Lachaise (10e division).

## Publication
- Charles Beslay, Mes souvenirs : 1830 - 1848 - 1870, Paris, Sandoz et Fischbacher éditeurs, octobre 1873.
  - Charles Beslay (présentation G. de Bertier de Sauvigny), Mes souvenirs : 1830 - 1848 - 1870, Genève, Éd. Slatkine, janvier 1979 (1re éd. 1873), 482 p. (ISBN 205000103-7 et 978-205000103-9).

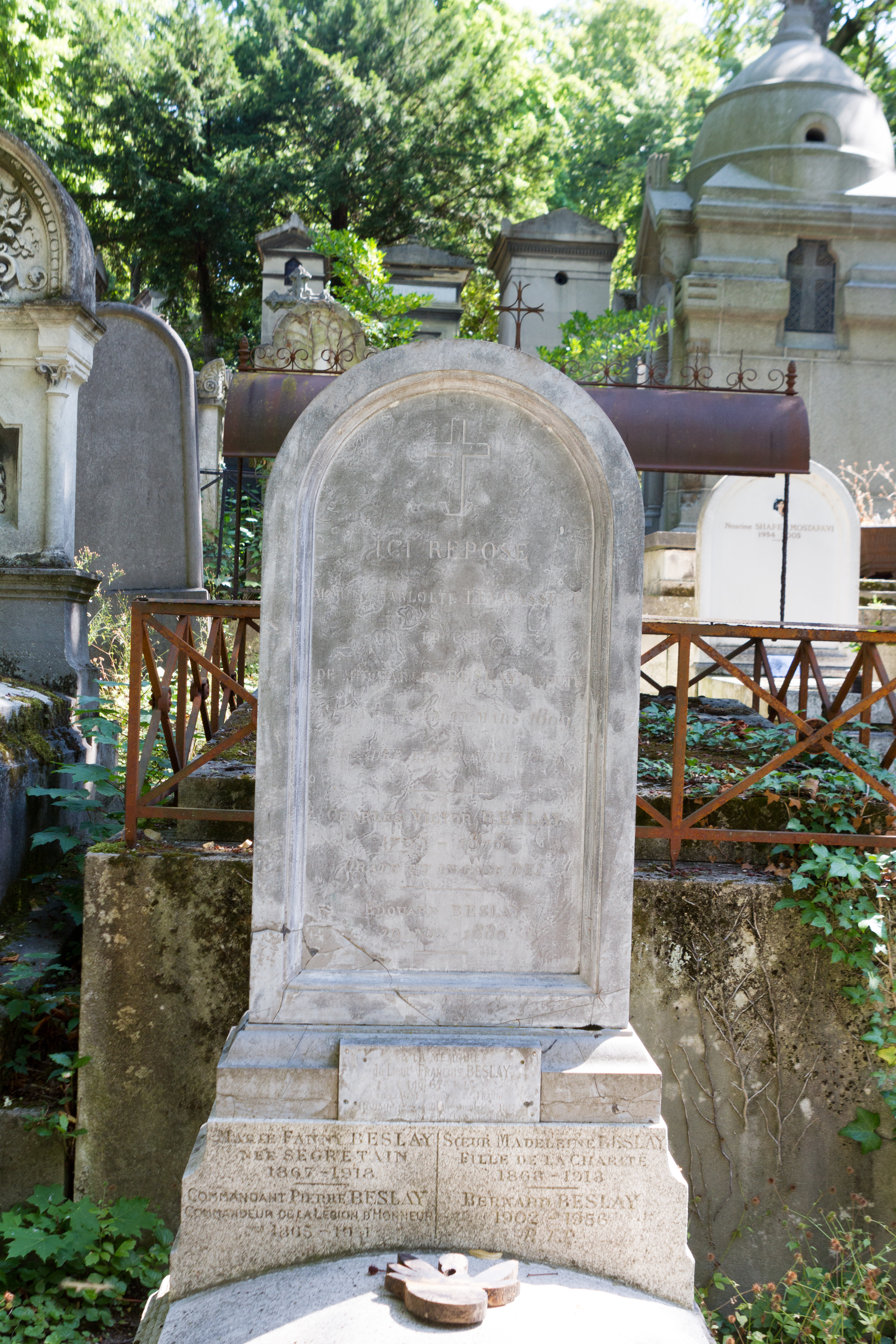
Tombe au cimetière du Père-Lachaise.

### Notices biographiques
- Jules Clère, Les hommes de la Commune : Biographie complète de tous ses membres, Paris, Libraire-éditeur É. Dentu, 1871, 195 p. (lire en ligne sur Gallica), p. 37-40
- Paul Delion, Les membres de la Commune et du Comité central, Paris, A. Lemerre éditeur, août 1871, 446 p. (lire en ligne sur Gallica), p. 33-39
- Bernard Noël, Dictionnaire de la Commune, Coaraze, L'Amourier éditions, coll. « Bio », avril 2021 (1re éd. 1971), 799 p. (ISBN 978-2-36418-060-4, ISSN 2259-6976, présentation en ligne), p. 94-95
- « Notice « Beslay Charles, Victor » », sur maitron.fr, Le Maitron, dictionnaire bibliographique du mouvement ouvrier et du mouvement social, Association Les Amis du Maitron (consulté le 3 août 2021)
- « Charles Beslay », dans Adolphe Robert et Gaston Cougny, Dictionnaire des parlementaires français, Edgar Bourloton, 1889-1891 [détail de l’édition]
- Sa fiche sur le site de l'Assemblée nationale